# کفش پاشنه‌بلند

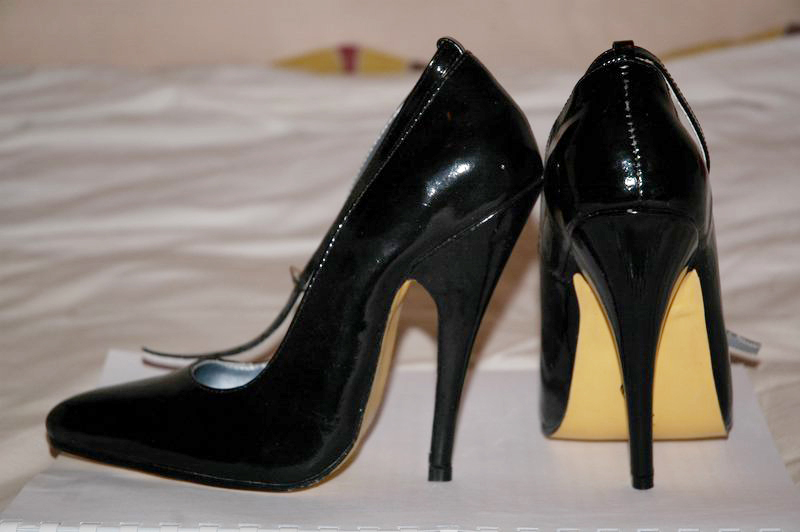
کفش پاشنه‌بلند مشکی

کفش پاشنه‌بلند کفشی است که پاشنه‌هایی بلندتر از دیگر انواع کفش‌ها دارد. از این‌گونه کفش در مهمانی‌ها به دلیل زیبایی، بیشتر استفاده می‌شود. در بیشتر کفش‌های پاشنه بلند، پاشنه کفش را به صورت باریک و بلند می‌سازند که خود انواع مختلفی دارد.
پاشنه نزدیک شش سانتی‌متر را پاشنه کوتاه و پاشنه ۸٫۵ سانتی‌متر را پاشنه متوسط بیش از این را پاشنه بلند می‌گویند. گرچه کفش پاشنه‌بلند امروزه به صورت انحصاری توسط زنان و دختران استفاده می‌شود اما در سده‌های گذشته، مردان از طبقات مختلف اجتماع، از کفش‌ها و چکمه‌هایی با پاشنهٔ بلند استفاده می‌کردند.

## پیشینه

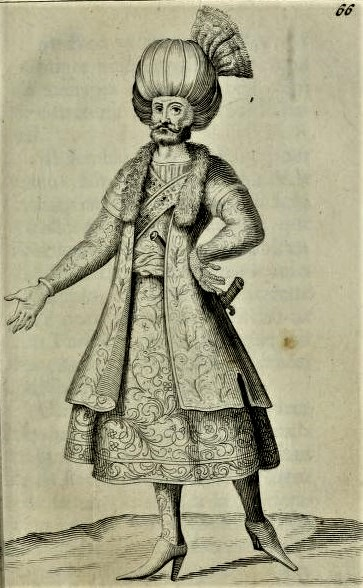
کفش پاشنه بلند مردان ایرانی دوره صفویه

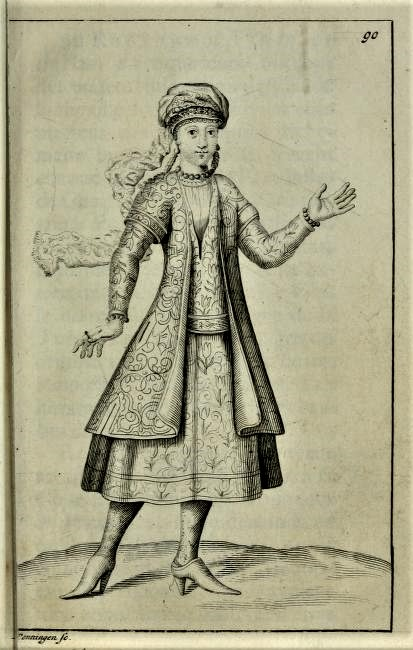
کفش پاشنه بلند زنان ایرانی دوره صفویه

نخستین کفش‌های پاشنه‌بلند، گونه‌ای پای‌افزار نظامی بودند. در آغاز، تنها، مردان کفش پاشنه بلند می‌پوشیدند. در سده ۱۵ (میلادی) ایرانیان (صفویان) و عثمانی‌های برای ایستادن و کشیدن کمان و تیر‌انداختن، نیاز به کفش‌هایی با پاشنه‌های محکم داشتند که پاهای آنها را به خوبی بر رکاب اسب نگه دارد. در سال ۱۵۹۹ هنگامی‌که شاه عباس یکم برای جلب اتحاد اروپایی‌ها در برابر عثمانی‌ها بود فرستادگانی را با کفش پاشنه‌بلند روانه اروپا کرد و از همانجا کفش‌پاشنه بلند رایج شد. موجی از علاقه به آنچه ایرانی‌ها با خود داشتند اروپای غربی را فرا گرفت. ثروتمندان اروپایی به کفش‌های طرح ایرانی روی آوردند تا به ظاهر خود جلوه‌هایی از مردانگی بدهند. به نظر می‌رسید که فقط کفش‌های پاشنه‌بلند می‌توانند چنین جلوه‌ای را برای آنان فراهم کنند. الیزابت یکم انگلستان نیز برای نشان‌دادن همپایی خود با مردان، کفش پاشنه بلند می‌پوشید.

لوئی چهاردهم، تنها یک متر و ۶۳ سانتیمتر قد داشت و با پوشیدن کفش‌هایی با پاشنه‌های ۱۰ سانتیمتری خود را بلندقدتر نشان می‌داد.

در سده ۱۷ (میلادی) در شهرهای بزرگ اواخر دوران رنسانس، ونیز و فلورانس و اسپانیا کفش‌هایی می‌پوشیدند که گاهی به بلندی ۷۵ سانتیمتر هم می‌رسید. این کفش‌ها "چوپینز" نامیده می‌شدند و نشانهٔ ثروتمندی افراد بود. هرچه پاشنه، بلند‌تر بود پوشاک بلند‌تر و تزئین‌شده‌تری نیاز بود که آنها را بپوشاند و خدمتکاران بیشتری برای کمک به راه‌رفتن نیاز داشتند. بلند‌ترین چوبینزی که تا به امروز باقی مانده، یک جفت کفش ونیزی است که نزدیک نیم‌متر پاشنه دارد و صاحب آن باید دو خدمتکار در دو طرف خود داشت که بتوانند او را سرپا نگه دارند.
لوئی چهاردهم محبوبیت کفش پاشنه‌بلند را به اوج رساند. او این کفش‌ها را به خاطر قد کوتاه خود می‌پوشید. کفش‌های پاشنه‌بلند قرمز رنگ او، منبع الهام کریستین لوبوتین، برای طراحی کفش‌های زنانه شدند. رنگ قرمز پاشنه، نشانگر جایگاه طبقاتی دارنده آن بود زیرا ساخت آن رنگ، گران تمام می‌شد و به نوعی، جنگاوری و رزم‌آور بودن فرد را نیز نشان می‌داد. در دهه ۱۶۷۰ (میلادی)، لوئی چهاردهم فرمانی صادر کرد مبنی بر آنکه تنها اعضای دربارش اجازه داشتند «کفش‌های پاشنه‌بلند قرمزرنگ» بپوشند. از دهه ۱۷۴۰ (میلادی) مردان، دیگر، کفش پاشنه‌بلند نپوشیدند. ۵۰ سال پس از آن و با انقلاب فرانسه، زنان اروپایی هم کفش پاشنه‌بلند نپوشیدند. اما در میانه سده ۱۹ (میلادی) و با پیدایش و گسترش عکاسی، بار دیگر پوشیدن کفش پاشنه‌بلند مد شد.

## انواع

### جنس پاشنه بلند
تا سال ۱۹۵۰ پاشنه کفش‌ها بیشتر از چوب ساخته می‌شدند. این چوب باید بسیار محکم و در عین‌حال سبک می‌بود. بنابراین در انگلستان بهترین چوب برای پاشنه کفش پاشنه‌بلند، درخت راش و در ایالات متحده آمریکا درخت افرا بود.  همچنین موادی به دور پاشنه‌ها افزوده می‌شد که تا جای ممکن، آن را محکم می‌کردند. از سال ۱۹۵۷ به جای چوب برای ساخت پاشنه بلند از پلی‌استر فشرده استفاده شد. امروزه در ساخت پاشنه‌های بلند از میلهٔ فولادی با نوک فلزی استفاده می‌شود.

## در داستان‌ها
در دوره نوشته‌شدن رمان غرور و تعصب، مردها شبیه شلوار‌های تنگ تا مچ پا می‌پوشیدند. این شلوارها حلقه‌ای در کف پا داشتند. برای آنکه آن حلقه در کف پا ثابت بماند، باید کفش‌ پاشنه می‌داشت که شلوار در آن، گیر کند. ویژگی‌های ظاهری فیتس‌ویلیام دارسی در داستان غرور و تعصب نیز مانند شلوارهای همان دوران بوده است. بنابراین احتمالا او هم کفش پاشنه‌بلند می‌پوشید.

## زنان و کفش پاشنه‌بلند

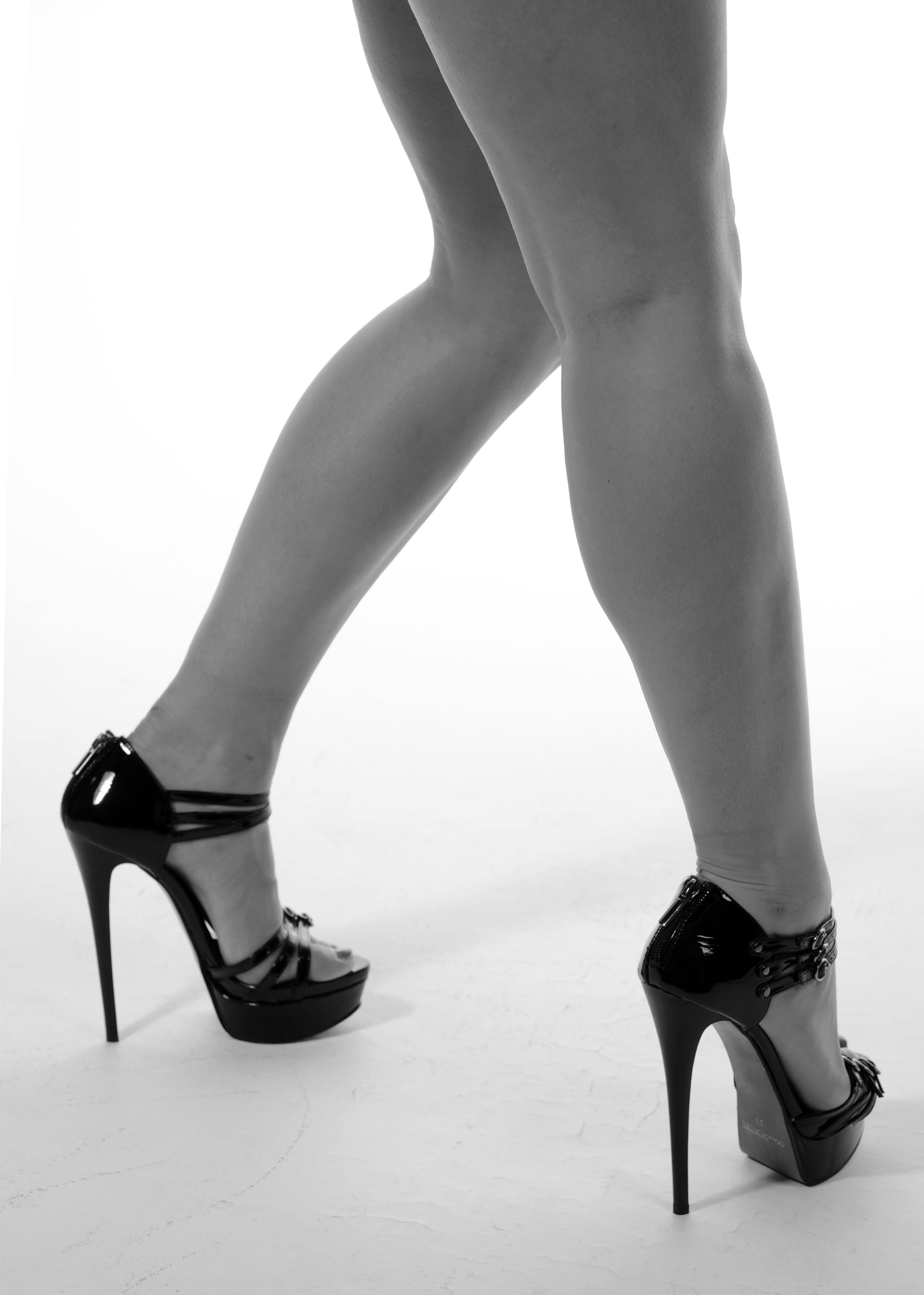
کفش پاشنه بلند می‌تواند تأثیر بر پوشنده آن داشته باشد

کفش‌های پاشنه‌بلند باعث می‌شوند زنان از نظر جنسی "پذیراتر" به نظر برسند. زیرا باعث می‌شوند کمر شکل قوس شده و نشیمنگاه برآمده شود. این ویژگی‌ها بین پستانداران از نشانه‌های آمادگی برای داشتن آمیزش جنسی هستند.

### پورنوگرافی
با اختراع عکاسی، انقلابی در پورنوگرافی رخ داد و پورن از شکل توصیفی و نوشتاری یا نقاشی، نگاره‌های واقعی از آدم‌ها منتشر می‌شدند. از همان نخستین نگاره‌های پورنوگرافی، سوژهٔ بیشتر نگاره‌های فرانسوی حتی اگر کاملا برهنه بودند چکمه و کفش‌های پاشنه بلند دارند. به زودی، پاشنهٔ بلند نشانه‌ای از شهوت و تن‌کامگی شد.

### یک مایل در کفش‌های او

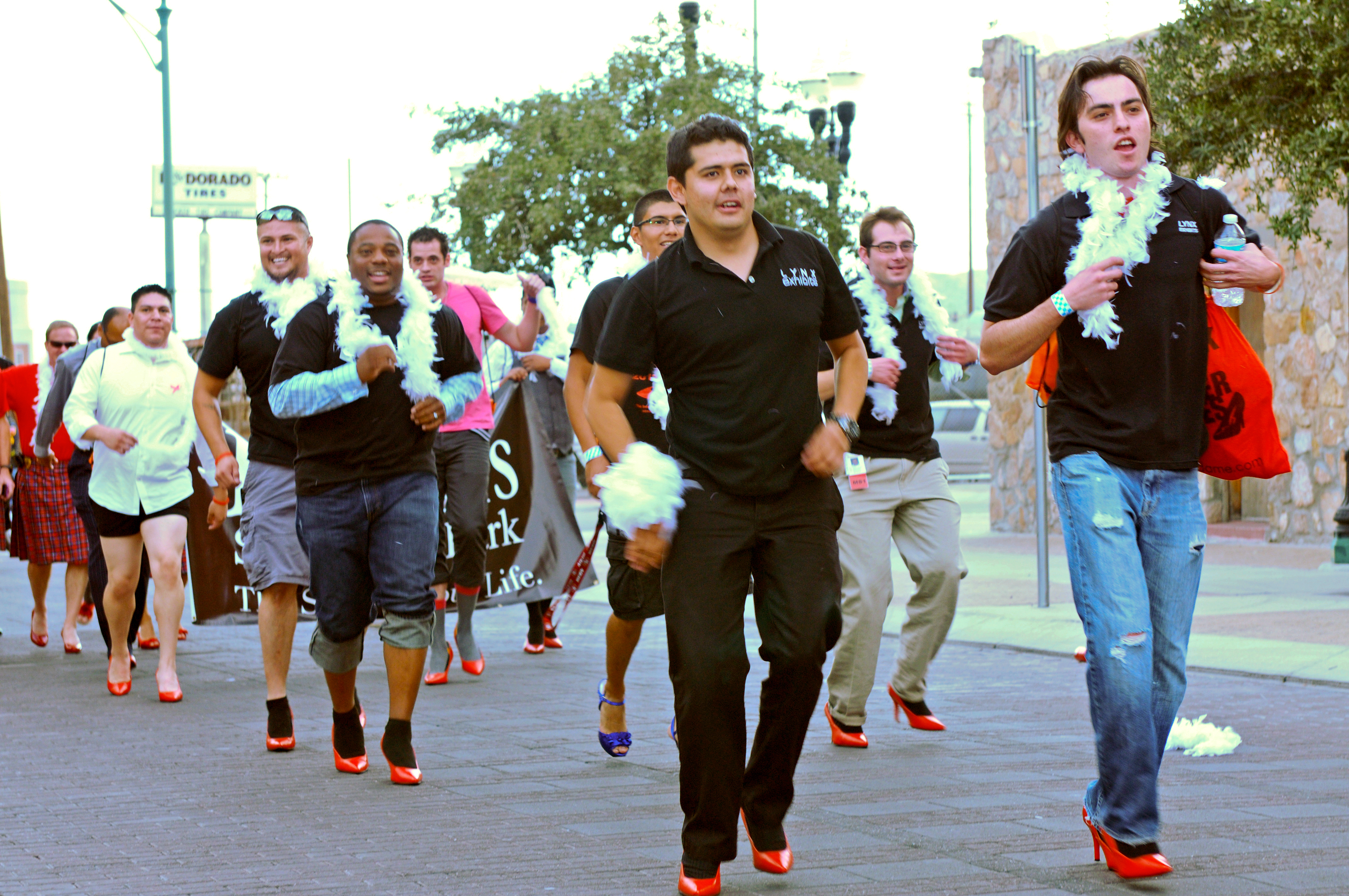
راهپیمایی یک مایل در کفش‌های او

یک مایل در کفش‌های او یک راهپیمایی است که در آن مردان برای پشتیبانی از قربانیان خشونت خانگی، با کفش‌های پاشنه‌بلند قرمز، ۱ مایل (۱٫۶ کیلومتر) را می‌دوند.

## استیلتو
استیلتو نوعی کفش پاشنه‌بلند است که در سال ۱۹۵۳ در ایتالیا طراحی و ساخته شد. پاشنه این کفش، بسیار نازک و مانند تیغ چاقو یا خنجر استیلتو است. استیلتو نام گونه‌ای چاقو یا خنجر است که از اوایل سده ۱۷ (میلادی) در ایتالیا استفاده می‌شود. به خاطر همانندی این پاشنه با ظاهر آن چاقو یا خنجر، طراح کفش، نام استیلتو را بر آن نهاد.

## عوارض

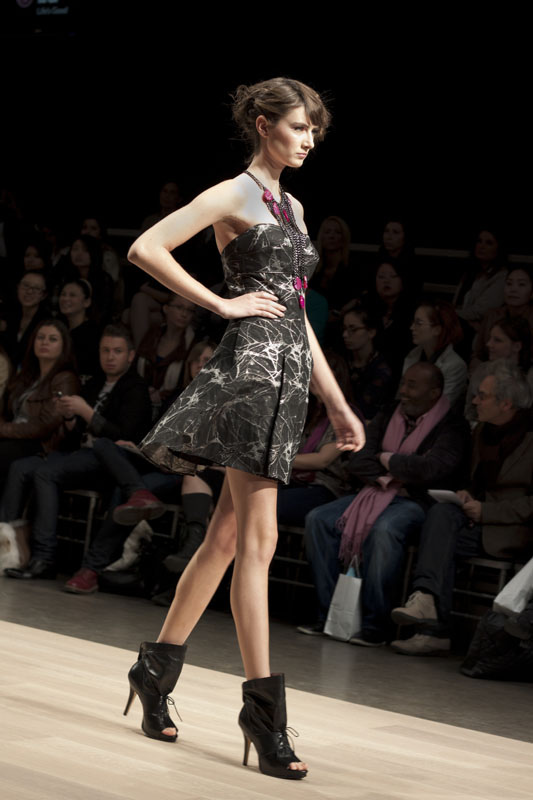
کفش‌های پاشنه‌بلند راه‌رفتن را سخت می‌کنند اما قد را بلندتر و ساق‌ها را کشیده‌تر نشان می‌دهند.

پوشیدن کفش پاشنه‌بلند باعث افزایش خطر بیماری‌های عضلانی و استخوانی، پینه و تاول و درد می‌شود. این کفش‌ها برای راه‌رفتن و پیاده‌روی ساخته نشده‌اند و بهتر است از کفش ورزشی استفاده شود.

### زمان پوشیدن
میانگین زمانی که فرد می‌تواند کفش پاشنه بلند بپوشد یک ساعت و شش دقیقه و ۴۸ ثانیه است. اما یک پنجم آدم‌ها می‌گویند فقط ده دقیقه می‌توانند آن را تحمل کنند.